# Championnat d'Europe de saut d'obstacles 1959
Navigation
Édition précédente Édition suivante
Le championnat d'Europe de saut d'obstacles 1959, troisième édition des championnats d'Europe de saut d'obstacles, a eu lieu en 1959 à Paris, en France. Il est remporté par l'Italien Piero D'Inzeo.